# Finmarchinella japonica
Finmarchinella japonica is een mosselkreeftjessoort uit de familie van de Hemicytheridae. De wetenschappelijke naam van de soort is voor het eerst geldig gepubliceerd in 1966 door Ishizaki.